# Économie de Sao Tomé-et-Principe
L'économie de Sao Tomé-et-Principe est celle d'un petit pays insulaire d'Afrique centrale, ancienne colonie portugaise, que les principaux indicateurs situent parmi les moins développés de la planète et dont la moitié de la population vit sous le seuil de pauvreté. L'archipel de Sao Tomé-et-Principe tire traditionnellement l'essentiel de ses ressources de l'agriculture, et notamment de la production de cacao — ce qui lui a valu le surnom d'« île Chocolat » —, mais fonde de  nouveaux espoirs sur l'exploitation des hydrocarbures et le tourisme.

## Principaux indicateurs
Indépendant depuis 1975, le pays reste tributaire à 75 % de l'aide internationale. Très endetté, le pays a bénéficié en 2007 d'une série de mesures qui lui ont apporté une véritable bouffée d'oxygène. Dans le cadre de l'Initiative pays pauvres très endettés (PPTE), le 16 mars 2007 a vu l'annulation de 91 % de la dette extérieure envers les bailleurs de fonds multilatéraux – tels que le FMI, la Banque mondiale (BM) ou la Banque africaine de développement (BAD) –, pour un montant d'environ 350 millions de dollars. Peu après, le Club de Paris annulait à son tour la quasi-totalité de la dette bilatérale, soit 24 millions de dollars.
En 2003, les habitants de Sao Tomé-et-Principe perçoivent en moyenne 280 dollars par année et par habitant, avec un chômage élevé.
En 2007, le pays se situait au 123e rang sur 177 du classement selon l'indice de développement humain (IDH) du PNUD, avec un PIB par habitant s'élevant à 780 dollars. En 2008, Sao Tomé-et-Principe se classe 128e sur 179 pour le même indice et figure au 176e rang sur 181 au classement Doing Business 2009 de la Banque mondiale.
Avec un déficit chronique de la balance commerciale, le pays reste dépendant des importations et s'expose au risque inflationniste. L'inflation était de 21,4 % en 2007, elle a atteint 24 % en 2008. Néanmoins, en 2009, le taux a été ramené à 17,1 %, notamment par une politique budgétaire et monétaire rigoureuse. Grâce à un accord avec le Portugal, le gouvernement prépare pour 2010 l'arrimage à l'euro de la monnaie nationale, le dobra, et espère faire reculer encore l'inflation.
Le pays importe surtout des denrées alimentaires, le cacao représente 90 % des exportations, avec quelque 4 000 tonnes par an – ce qui reste modeste par rapport à la production mondiale.
Les habitants de l'archipel sont depuis longtemps tentés par l'émigration en raison des difficultés économiques aggravées par la crise mondiale et l'instabilité politique.

## Secteurs

### Agriculture, élevage, pêche
Le secteur primaire, qui fait vivre 65 % de la population, représentait 16,1 % du PIB en 2008.
Le relief volcanique, un climat équatorial et une végétation étagée selon l'altitude ont favorisé le développement d'une agriculture forestière de plantation. Arrivés à la fin du XVe siècle, les colons portugais ont fait venir des esclaves d'Angola pour les employer dans les plantations de canne à sucre et Sao Tomé est devenu le centre du commerce portugais dans la région. Après l'abolition de l'esclavage en 1876, le café et le cacao ont peu à peu remplacé la canne à sucre et Sao Tomé a connu un développement rapide.
Aujourd'hui Sao Tomé-et-Principe produit principalement des noix de coco, des graines de palme, des bananes, du cacao, du maïs, du manioc, ainsi que du bois.
Le cheptel est surtout constitué de caprins et d'ovins, également de bovins et de porcins.
4 000 tonnes de poisson ont été produites en 2007.

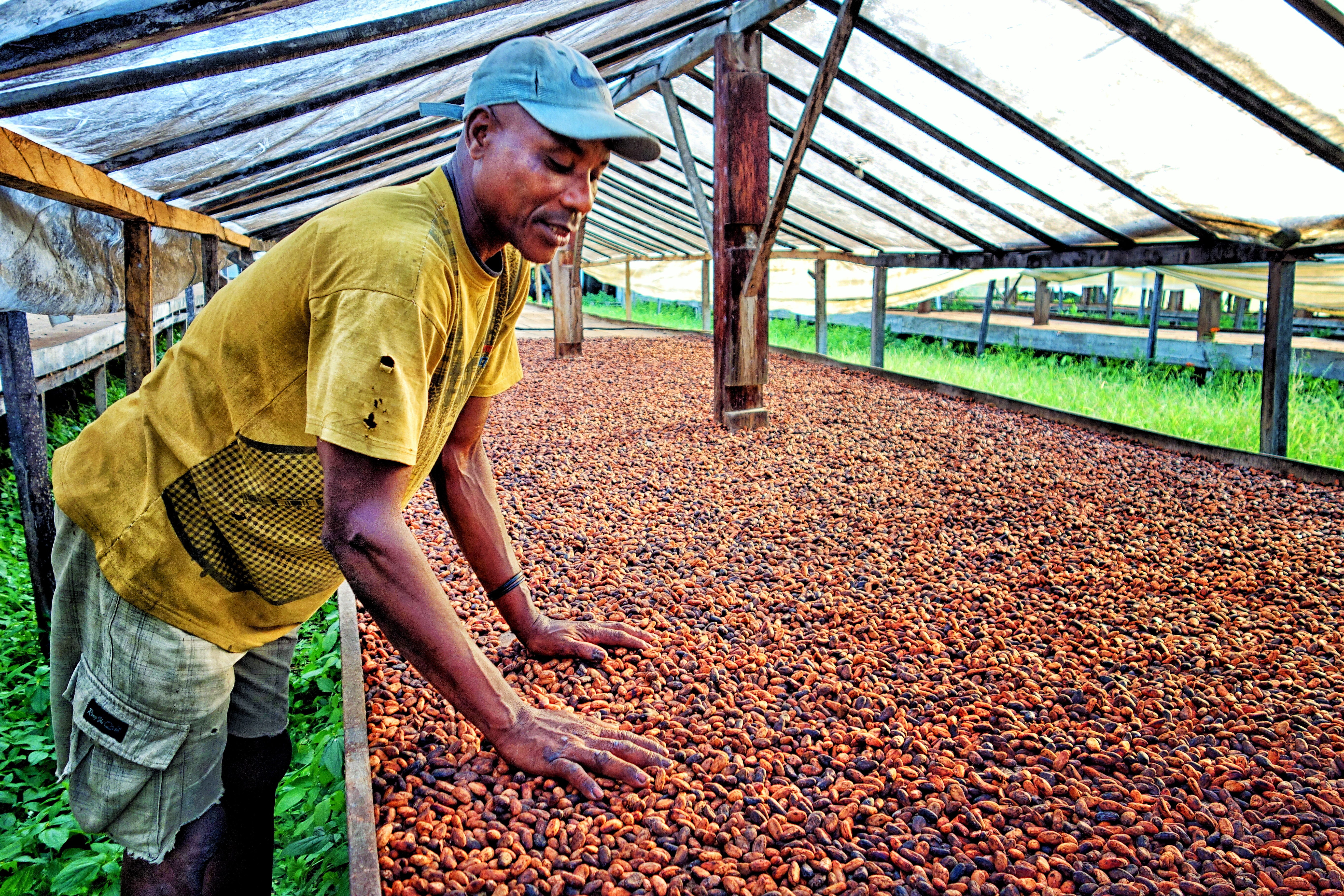
Café
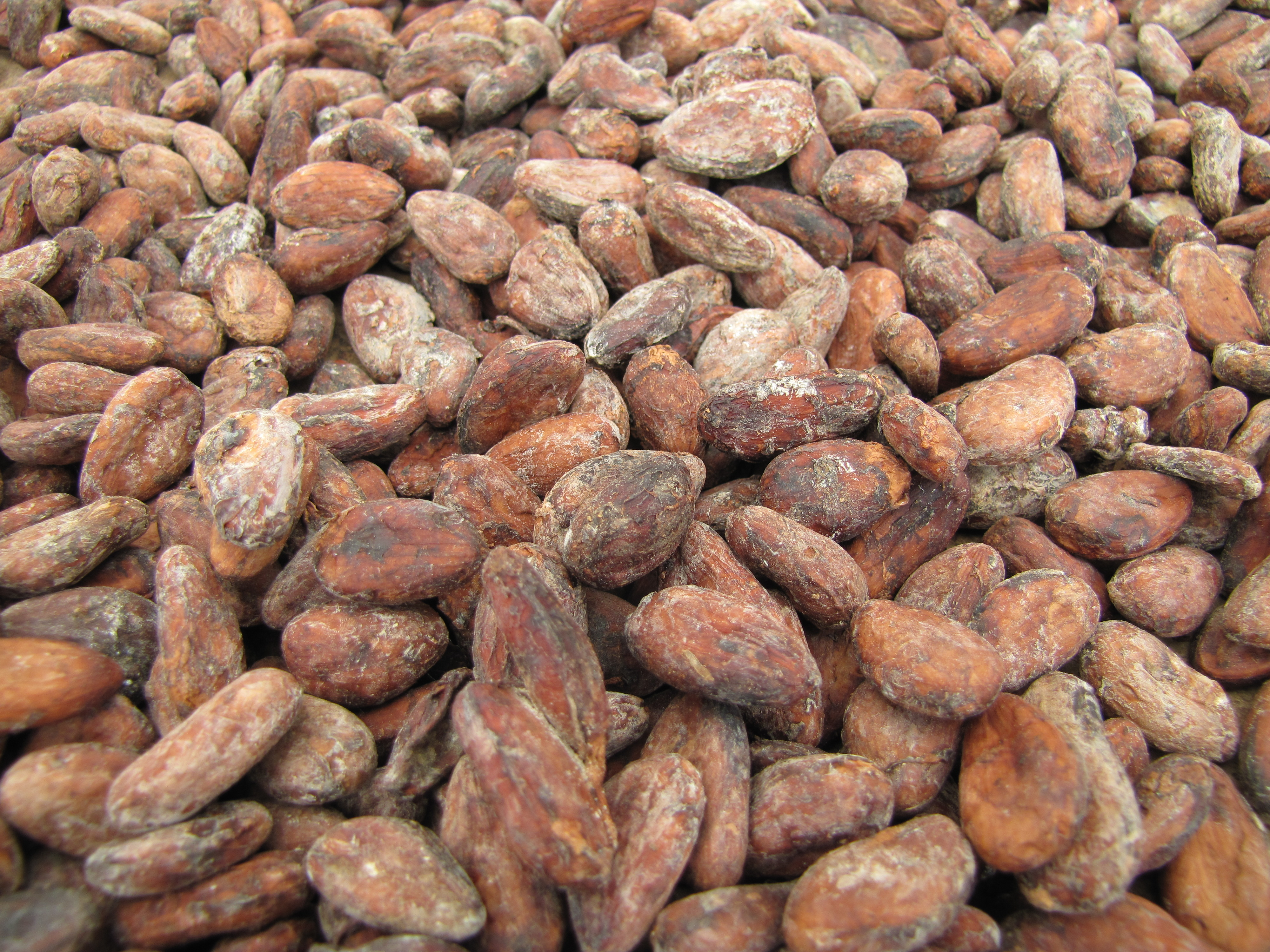
Cacao
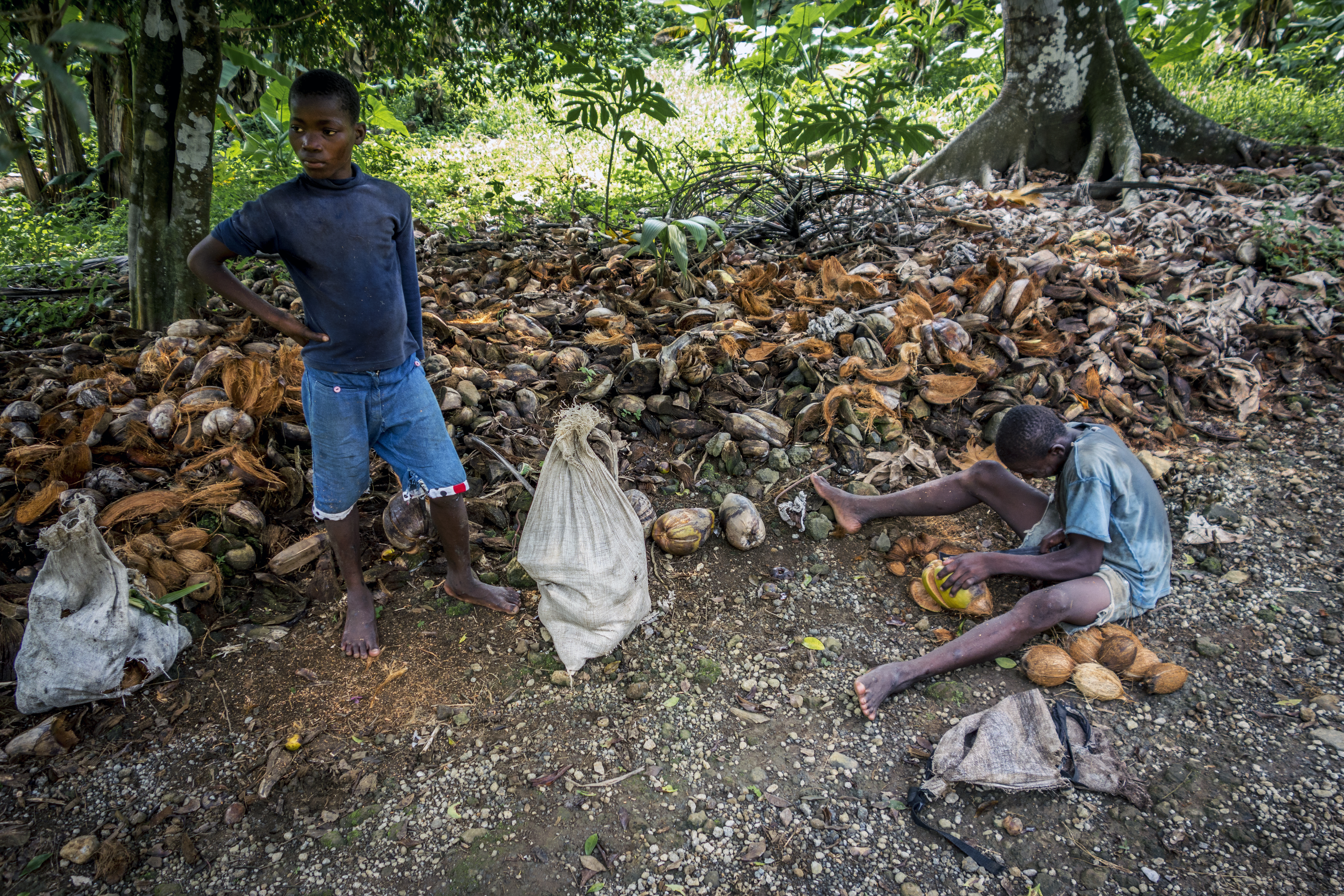
Noix de coco
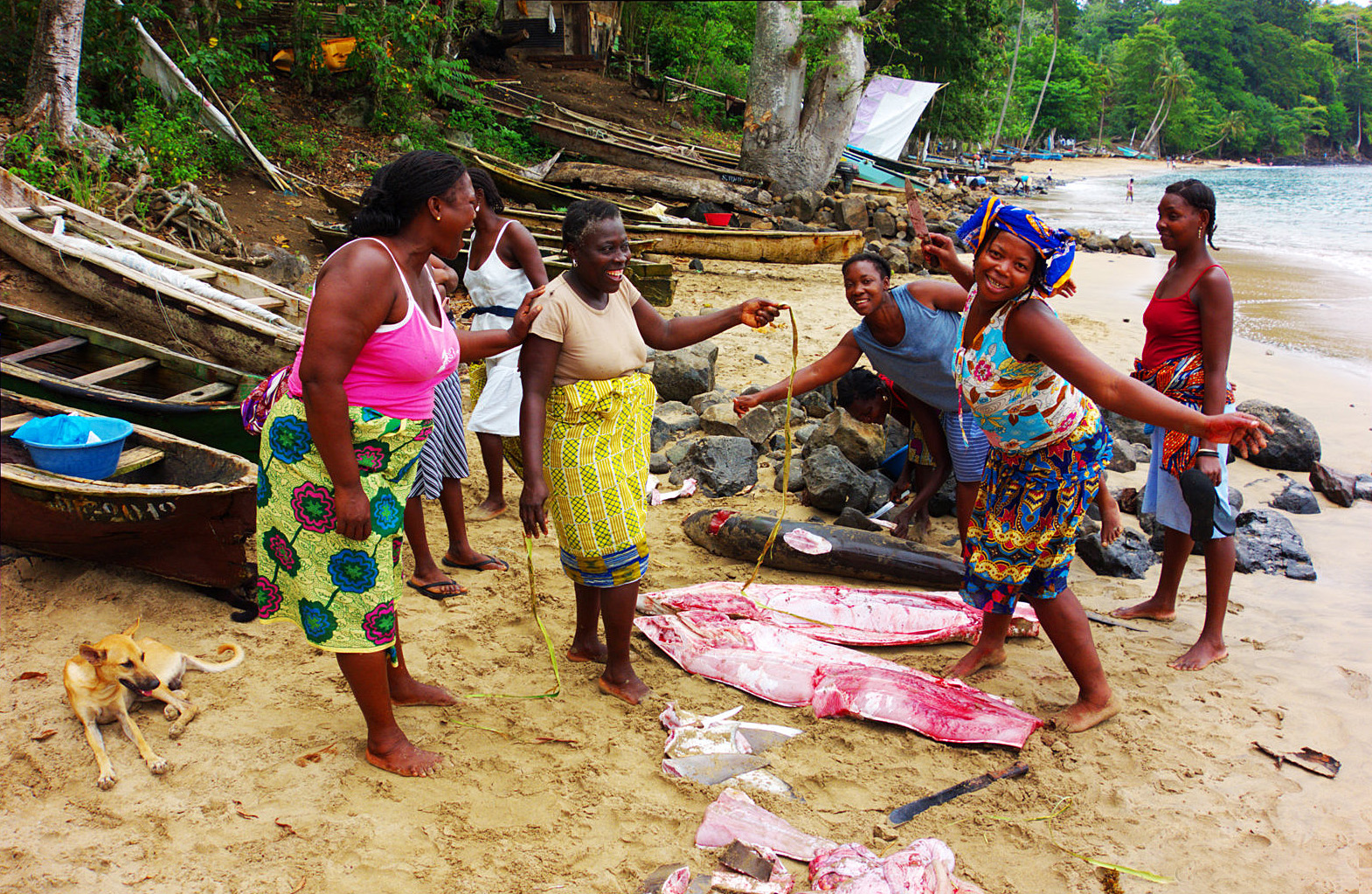
Pêche

### Industries et énergie
En 2008, les activités industrielles représentaient 14 % du PIB. Sao Tomé-et-Principe produit des huiles de palme, de palmiste, du coprah, de la bière, du savon. Une partie de la population est également employée dans le secteur du BTP et dans la production d'électricité.
Sao Tomé-et-Principe fonde de nombreux espoirs sur la découverte de pétrole dans ses eaux territoriales. Les réserves de ces gisements offshore, les uns proches du Nigeria, les autres du Gabon, ont d'abord été estimées à 11 milliards de barils. Mais ces chiffres ont été revus à la baisse et on parle plutôt désormais de 2 milliards – néanmoins l'équivalent de celles de Dubaï. Des explorations sont en cours, mais début 2010 la production n'avait pas commencé. Des soupçons de corruption ayant pesé sur les négociations, le pays s'est porté candidat à l'Initiative pour la Transparence dans les Industries Extractives (ITIE).

### Communications et services

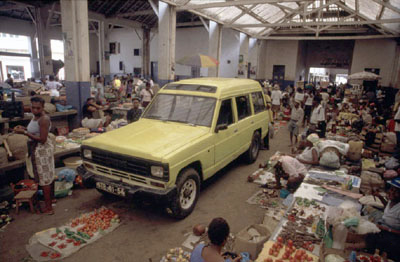
Marché principal de São Tomé

Le secteur tertiaire représentait 69,9 % du PIB en 2008.
Le port actuel de Sao Tomé est insuffisamment équipé, mais la décision de la construction d'un port en eaux profondes a été arrêtée. Cette nouvelle infrastructure permettra de limiter considérablement le coût de manutention des conteneurs sur l’archipel, alors qu'actuellement les navires doivent charger et décharger leurs cargaisons en off shore, grâce à des péniches.
L'île de Sao Tomé est dotée d'un aéroport international, Aeroporto Internacional de São Tomé (code IATA : TMS) et d'un second aéroport dans le sud de l'île, l'Aéroport de Porto Alegre (PGP). L'île de Principe est également équipée, avec l'Aéroport de Principe (PCP), situé à Santo Antonio.
Les infrastructures touristiques ont été améliorées ces dernières années. La Libye notamment a investi massivement dans l'hôtellerie, devenant ainsi l'un des principaux partenaires de l'archipel.

### Tourisme
Après un investissement de dix millions de dollars de la Banque mondiale dans le tourisme santoméen, la construction d'une école de tourisme et d'hôtellerie à São Tomé est annoncée début 2019.
La même année, le pays est visité par 34 900 touristes, soit une augmentation de 4,5 % en comparaison avec 2018. C'est la continuation d'une progression des chiffres du secteur depuis le milieu des années 2010.
Les touristes viennent principalement du Portugal, d'Angola, de France et d'Allemagne. Sao Tomé-et-Principe bénéficie de huit liaisons hebdomadaires aériennes à l'étranger : cinq en Europe et trois en Afrique. Les prix varient entre 300 et 400 dollars pour les voyages intracontinaux ; 1 200 euros depuis l'Europe. Leur coût élevé est un problème majeur pour le développement touristique du pays.